# Зуб, Артём Валерьевич
Артём Валерьевич Зуб (род. 3 октября 1995 года) — российский хоккеист, защитник клуба НХЛ «Оттава Сенаторз». Чемпион зимних Олимпийских игр 2018 года. Заслуженный мастер спорта России.

## Карьера
Воспитанник хабаровского хоккея. В сезоне 2011/12 года дебютировал в МХЛ в команде «Амурские Тигры».
В следующем сезоне принимал участие в чемпионате мира среди игроков до 18 лет.
В сезоне 2014/15 дебютировал в КХЛ в составе «Амура».
По ходу сезона 2016/17 перешел в СКА, в составе которого в 2017 году завоевал Кубок Гагарина и стал чемпионом России. С командой подписал контракт до конца сезона 2019/20.
1 мая 2020 года было сообщено, что Зуб подписал однолетний контракт с клубом НХЛ «Оттава Сенаторз». Дебютировал в составе «Оттавы» 31 января 2021 года и  в первом же матче отметился голевой передачей в игре против «Эдмонтона» (5:8). В сезоне 2020/21 сыграл за «Оттаву» 47 матчей и набрал 11 очков (3+8) при показателе полезности +4.
В сезоне 2021/22 сыграл 81 матч и набрал 22 очка (6+16) при показателе полезности +1. 21 декабря 2022 года продлил контракт с «Оттавой» на 4 года с кэпхитом 4,6 млн долларов. Общая сумма сделки 18,4 млн долларов.
13 января 2024 года набрал 3 очка (0+3) в игре против «Сан-Хосе Шаркс» (5:4). Зуб впервые набрал более 2 очков за один матч НХЛ.
14 октября 2024 года в третьем матче сезона 2024/25 получил травму верхней части тела после силового приёма игрока «Лос-Анджелеса» Таннера Жанно.
В составе основной сборной России дебютировал на чемпионате мира 2017 года, на котором российская сборная завоевала бронзовые награды.
Участвовал на Олимпийских играх 2018 года в Пхёнчхане, где завоевал с командой золотые награды.

## Достижения
СКА
- Обладатель Кубка Гагарина и чемпион России: 2017
- Бронзовый призёр чемпионата России: 2018, 2019
- Обладатель Кубка Континента: 2018

сборная России
- Олимпийский чемпион: 2018
- Бронзовый призёр чемпионата мира: 2017, 2019

## Статистика
| Легенда | Легенда                    | Легенда | Легенда                   | Легенда | Легенда    |
| ------- | -------------------------- | ------- | ------------------------- | ------- | ---------- |
| И       | Количество проведённых игр | Штр     | Штрафное время            | +/−     | Плюс-минус |
| Г       | Голы                       | П       | Голевые передачи          | О       | Очки       |
| -       | Статистика неизвестна      | —       | Статистика не учитывалась |         |            |